# Takehiro Hayashi
Takehiro Hayashi (林 威宏 Hayashi Takehiro?), född 23 januari 1976 i Chiba prefektur, är en japansk före detta fotbollsspelare.
Hayashi började sin karriär 1998 i Otsuka Pharmaceutical (Tokushima Vortis). Han spelade 151 ligamatcher för klubben. Han avslutade karriären 2006.